# 小行星8767
小行星8767（8767 Commontern）是一颗绕太阳运转的小行星，为主小行星带小行星。该小行星于1973年9月29日发现。

## 轨道参数
小行星8767的轨道半长轴为3.1219112 UA，离心率为0.151。